# Sanchón de la Ribera
Sanchón de la Ribera település Spanyolországban, Salamanca tartományban. Sanchón de la Ribera Barceo, Villar de Samaniego, Ahigal de Villarino, Brincones, Villarmuerto és Vitigudino községekkel határos. Lakosainak száma 67 fő (2024).

## Népesség
A település népessége az elmúlt években az alábbi módon változott:
| Lakosok száma | 120  | 111  | 106  | 94   | 88   | 75   | 84   | 80   | 77   | 67   |
|               | 2001 | 2004 | 2007 | 2009 | 2012 | 2014 | 2017 | 2019 | 2022 | 2024 |